# Prudential-Hochhaus Warschau

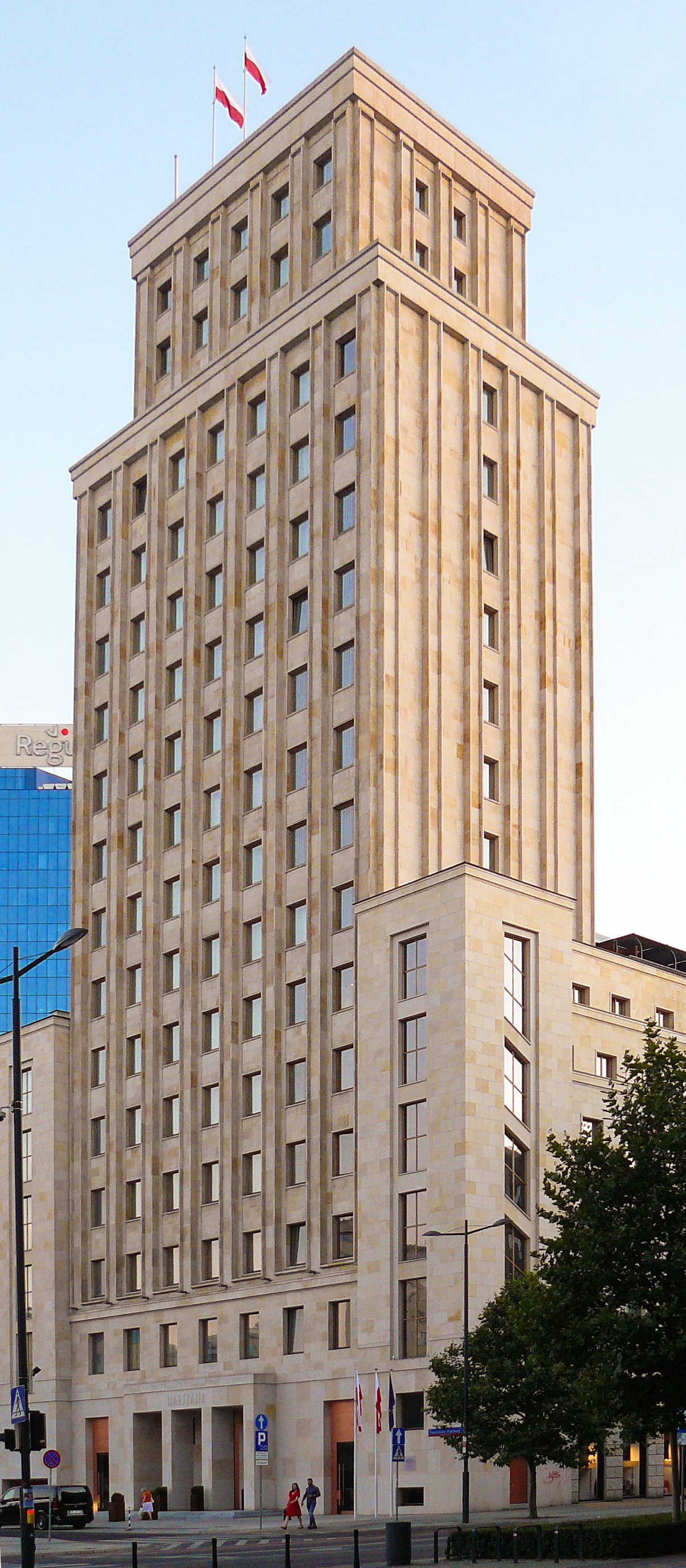
Blick auf das Hochhaus nach den Umbaumaßnahmen im Jahr 2020

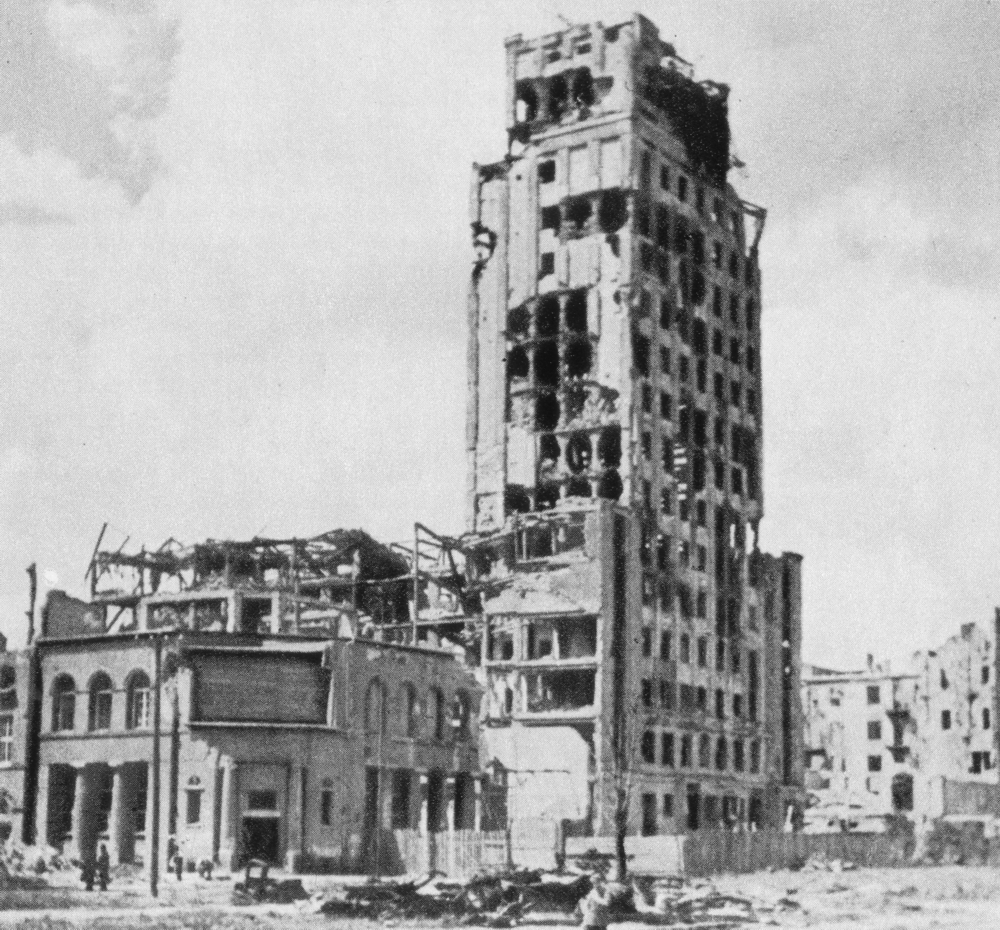
Das zerstörte Gebäude im Jahr 1945

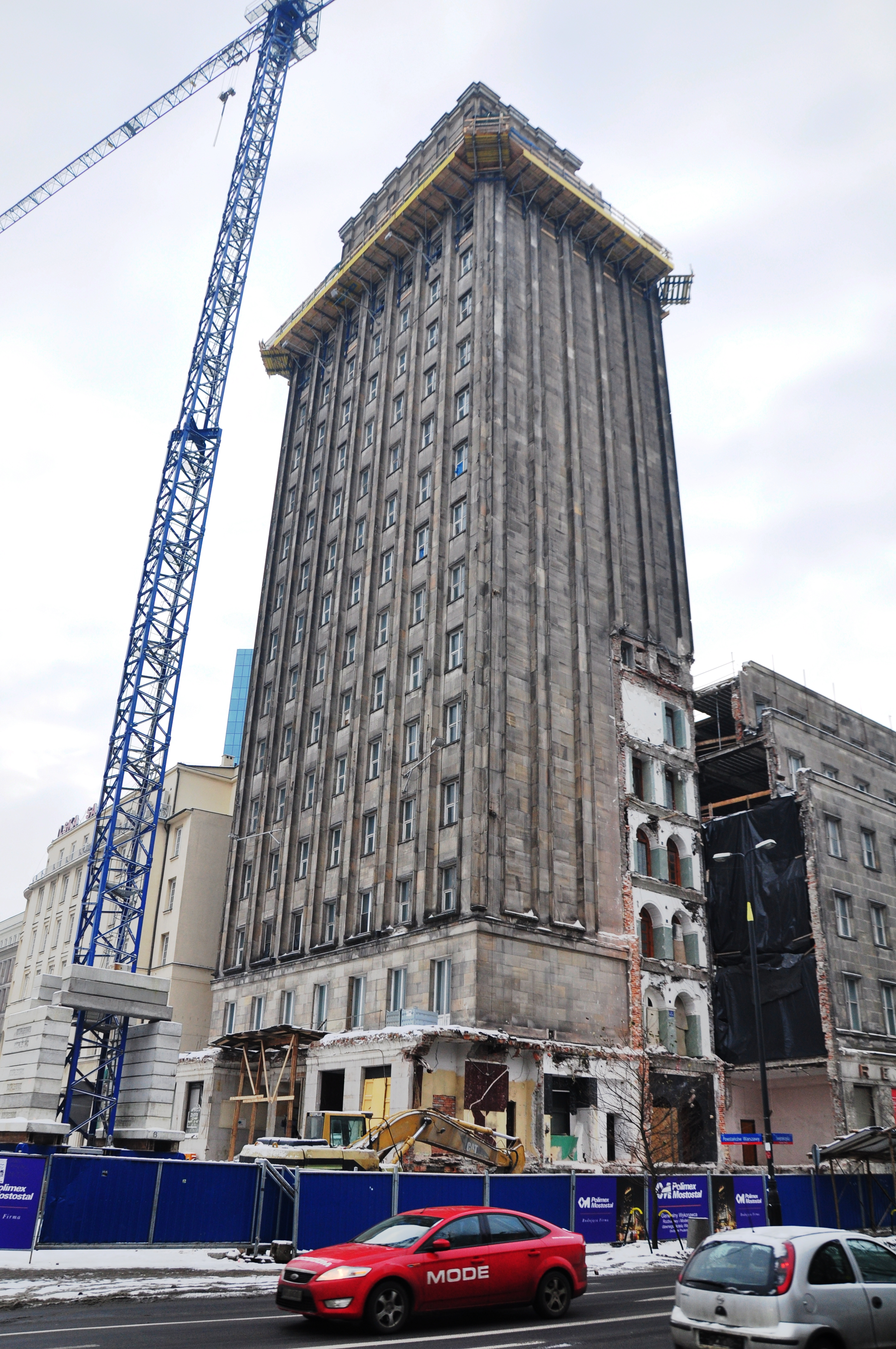
Beginn der Umbaumaßnahmen Ende 2010

Das Prudential-Hochhaus in Warschau entstand in den 1930er Jahren als Bürogebäude und war damals das höchste Gebäude der Stadt und das zweithöchste Europas. Es war ein Symbol des Modernismus im aufstrebenden Warschau der Zwischenkriegszeit. Nachdem es im Zweiten Weltkrieg stark zerstört worden war, diente es nach seinem Wiederaufbau bis in die 2000er Jahre als Hotel. Die Adresse des Gebäudes lautet Plac Powstańców Warszawy 9.

## Geschichte
Das Hochhaus wurde in den Jahren 1931 bis 1934 von den polnischen Architekten Marcin Weinfeld, Stefan Bryła und Wenczesław Poniż für die polnische Tochtergesellschaft (Towarzystwo Ubezpieczeń Przezorność S.A.) der britischen Versicherungsgesellschaft Prudential plc errichtet. Das Gebäude entstand in Stahlskelett-Bauweise und wurde im Stil des Art déco gestaltet. Es wurden rund 1500 Tonnen Stahl, 2000 Tonnen Beton und 2 Millionen Ziegelsteine verbaut. Es befindet sich heute in der Warschauer Innenstadt an der Kreuzung der Świętokrzyska-Straße und des nach dem Zweiten Weltkrieg entstandenen Plac Powstańców Warszawy (Platz der Warschauer Aufständischen), vormals als Napoleon- bzw. Warecki-Platz bezeichnet. Das Gebäude hat 17 oberirdische Stockwerke und überragte bei Fertigstellung mit einer Höhe von 66 Metern das bis dahin höchste Gebäude Warschaus, das von 1904 bis 1910 errichtete PAST-Hochhaus. Erst der im Jahr 1956 fertiggestellte Warschauer Kulturpalast war höher als das Prudential-Hochhaus. Das Prudential-Gebäude war zu seiner Zeit das zweithöchste Hochhaus in Europa. Im Jahr 1936 errichtete Janusz Groszkowski auf dem Dach die erste (experimentelle) Fernsehantenne Europas, die eine Höhe von rund 15 Metern hatte. Während des Warschauer Aufstandes war hier symbolträchtig die Fahne des polnischen Widerstandes befestigt.

### Zweiter Weltkrieg
Im Zweiten Weltkrieg und besonders während der Kampfhandlungen zur Zeit des Warschauer Aufstandes wurde das Prudential-Hochhaus schwer beschädigt. Rund 1000 Geschosse trafen das Gebäude und zerstörten die Bausubstanz bis auf das stehengebliebene Stahlgerüst. Unter anderem wurde das Gebäude vom überschweren deutschen Mörser „Ziu“ (VI) der Mörserserie Karl mit 2-Tonnen-Granaten beschossen. Die Silhouette des die zerstörte Stadt überragenden Stahlskelettes des Prudential-Hochhauses war ein beliebtes Motiv für Antikriegs-Plakate der Nachkriegszeit. Nach dem Krieg wurde das Gebäude als Hotel „Warszawa“ saniert, die Außenfassade wurde nun im Stil des sozialistischen Realismus gestaltet. Architekt des Wiederauf- bzw. Umbaus war erneut Weinfeld. Das Hotel wurde im Jahr 1954 eröffnet, es umfasste 375 Zimmer sowie rund 300 Sitzplätze in Restaurant, Cafeteria und Nachtclub. Der Hotelbetrieb bestand bis zum 1. Juli 2003, danach stand das Gebäude weitgehend ungenutzt.

### Neugestaltung
Von 2010 bis 2012 wurde das Gebäude komplett umgestaltet und saniert. Den vom Verband der polnischen Architekten SARP ausgeschriebenen Architekturwettbewerb gewann das Architekturbüro Bulanda und Mucha. Das bauausführende Generalunternehmen war Polimex-Mostostal. Die realsozialistische Fassade des Nachkriegs-Wiederaufbaus wurde weitgehend zugunsten der ursprünglichen Art-déco-Optik zurückgebaut. Der Innenbereich des im unteren Bereich als Büro, in den oberen Stockwerken als Wohnbereich zu nutzenden Gebäudes wurde ebenfalls im Stil der 30er Jahre gestaltet.